# Karasu Tengu

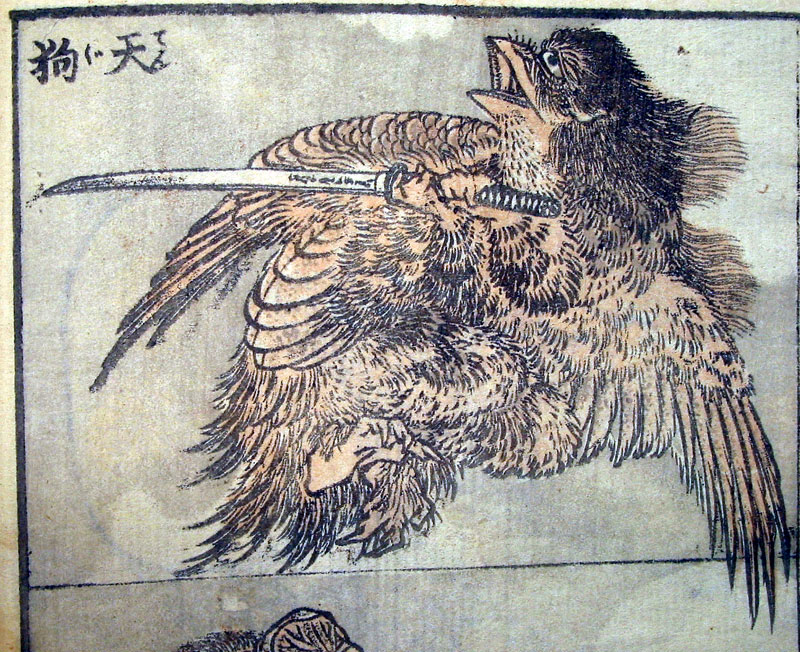
Karasu Tengu (Hokusai)

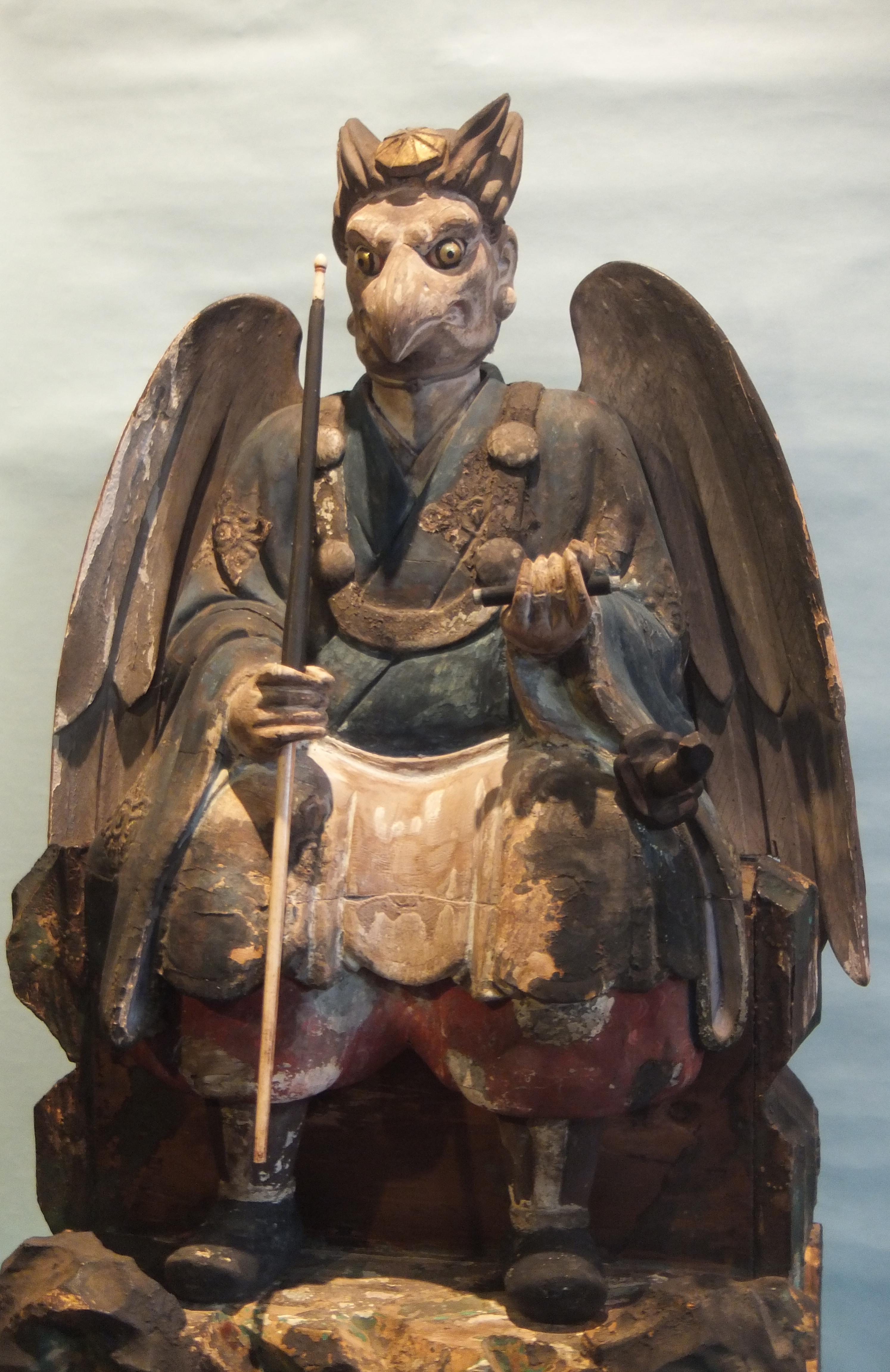
Karasu Tengu

Karasu Tengu (烏天狗), conocidos comúnmente como Tengu cuervo, es una especie de Tengu, perteneciente a la Mitología japonesa.

## Descripción
Según la religión sintoísta, son representados con cabeza de cuervo, con pies y manos en forma de garra y con dientes afilados. Algunos también son alados. Viven en las montañas donde eclosionan huevos gigantescos. Se aparecen a los humanos en sueños y pensamientos. Son los encargados de repartir los mensajes de sus jefes, los O Tengu, por esta razón también son denominados Koppa Tengu. La gente los llama en oraciones para pedirles que ayuden a sus hijos y que encuentren el camino de regreso.
Una de sus características principales es que los Karasu Tengu, al igual que todos los Tengus, son muy buenos luchadores con o sin armas, sobre todo con espadas.

## En la cultura popular
- En el juego Touhou Project aparece en la novena entrega una tengu llamada Aya Shameimaru esta usa el abanico Hauchiwa. En sagas posteriores aparece otra tengu llamada Hatate Himekaidou. Ambas se dedican a la fotografía.

- En la serie XXXHOLiC, hay Karasu Tengu acompañando a la Zashiki Warashi y protegiéndola, también poseen el abanico Hauchiwa

- En la serie Urusei Yatsura, Kurama, una de las extraterrestres, es un Karasu tengu, que también posé el abanico Hauchiwa.

- En la serie Nurarihyon no Mago, aparece un Karasu Tengu que lleva este mismo nombre, acompañando al protagonista, también aparecen sus tres hijos que también son Karasu Tengus.

- En la película 47 Ronin, existe un clan de Karasu Tengu, que cría a Kai, protagonista del film, y que más adelante ayuda a los 47 Ronin en su aventura.

- En la tercera temporada de la serie Mighty Morphin Power Rangers, los nuevos soldados de Lord Zedd y Rita Repulsa, son Karasu Tengu, la primera aparición de estos soldados es en la película.

- En el juego Samurai Shodown el personaje Kurama Yashamaru es un Karasu Tengu.
- En el juego Overwatch, el personaje Genji Shimada tiene un aspecto llamado Karasu-Tengu.
- En el juego The Caregiver 終焉介護, juego indie de terror japonés, aparece un Karasu Tengu como principal enemigo.
- En el juego Megami Tensei, Karasu Tengu es un demonio reclutable recurrente.
- Banzoin Hakka, VTuber, cantante y creador de contenido de HOLOSTARS English de Cover Corporation está completamente basado en la leyenda del Karasu Tengu.